# 默努维尔
默努维尔（法語：Menouville，法語發音：[mənuvil] ⓘ）是法国法兰西岛大区瓦兹河谷省的一个市镇，属于蓬图瓦兹区。

## 地理
默努维尔（49°9'3"N, 2°6'35"E）面积2.78 平方千米，位于法国法蘭西島大區瓦兹河谷省，该省份为法国北部内陆省份，北起瓦兹省，西接厄尔省，南至塞纳-圣但尼省、上塞纳省和伊夫林省，东临塞纳-马恩省。
与默努维尔接壤的市镇（或旧市镇、城区）包括：阿龙维尔、弗鲁维尔、拉布维尔、特维尔、瓦朗古雅尔。

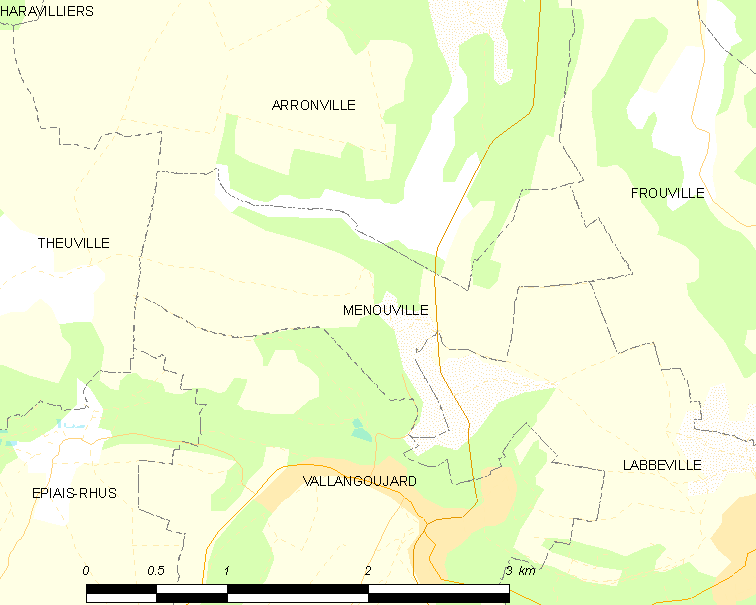
默努维尔的OSM定位图

默努维尔的时区为UTC+01:00、UTC+02:00（夏令时）。

## 行政
默努维尔的邮政编码为95810，INSEE市镇编码为95387。

## 政治
默努维尔所属的省级选区为蓬图瓦兹县。

## 人口

1962-2008年间默努维尔人口变化图示

默努维尔于2022年1月1日时的人口数量为62人。